# Wielki głód w Finlandii (1866–1868)

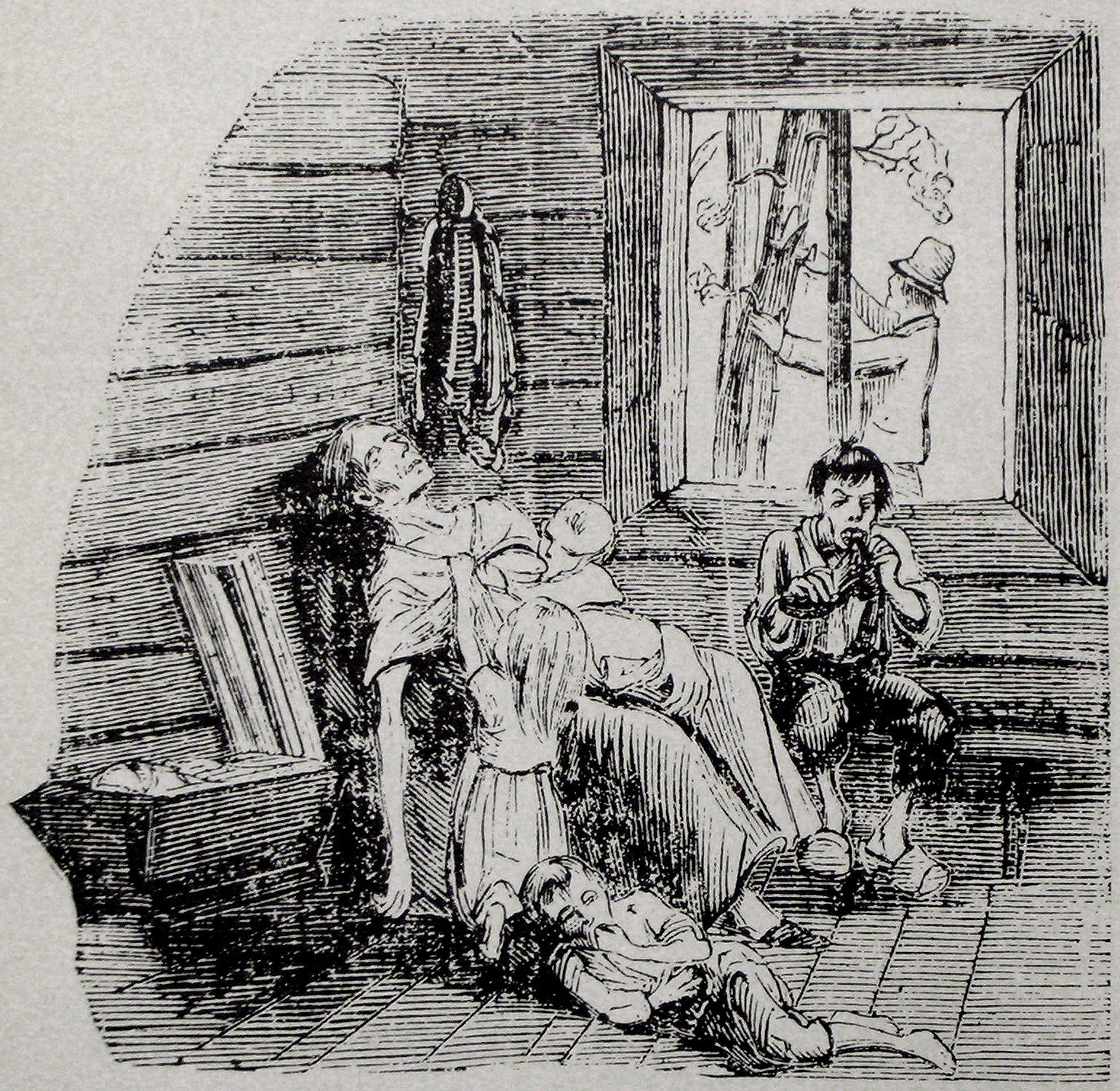
Ilustracja ze szwedzkiego pisma Fäderneslandet, przedstawiająca głodującą rodzinę. Za oknem ojciec zdejmuje łyko z drzew do jedzenia.

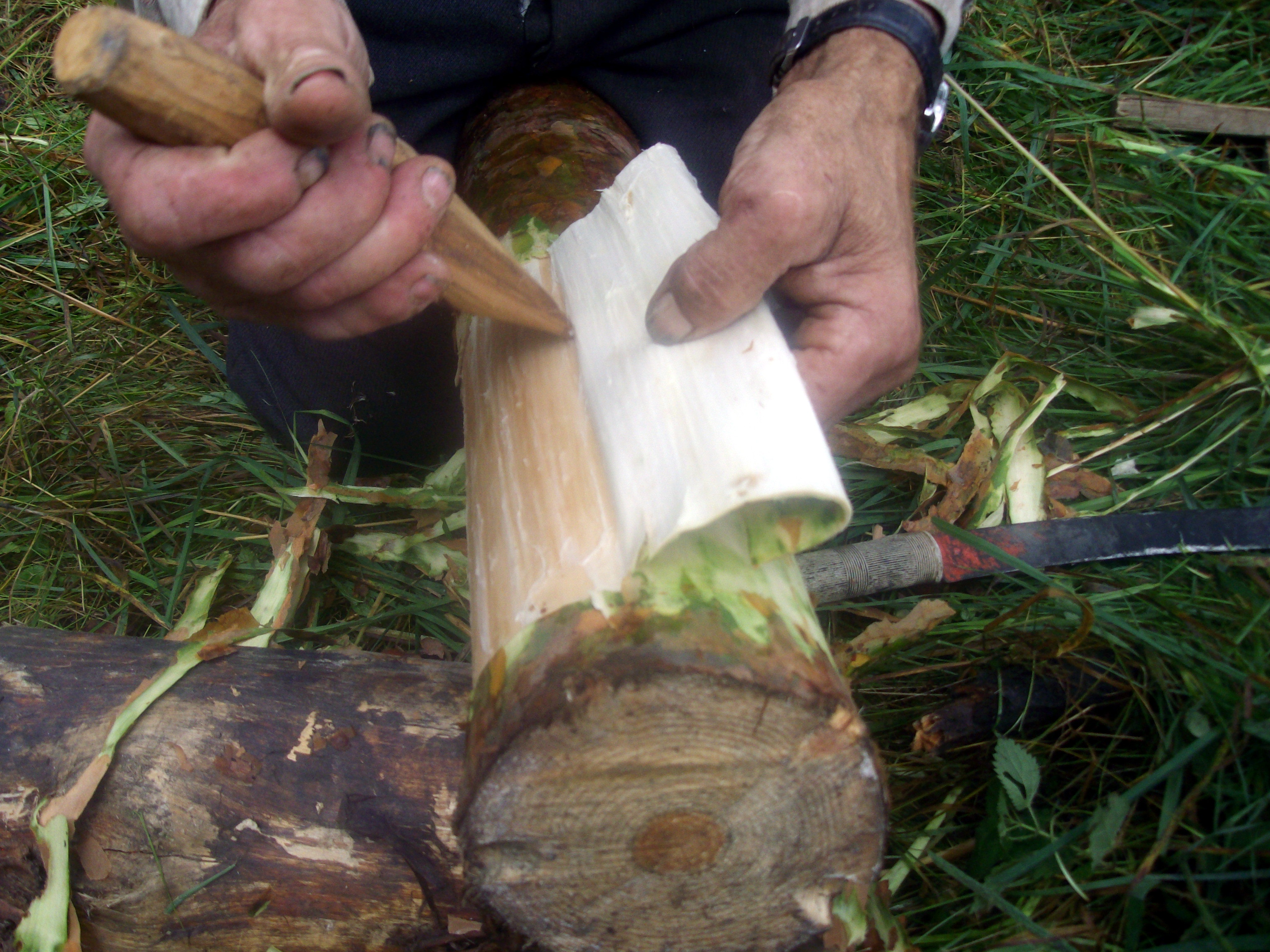
Rekonstrukcja pozyskiwania jadalnej warstwy z drzewa sosny.

Wielki głód w Finlandii – wydarzenia mające miejsce w latach 1866–1868, będące ostatnią klęską głodu, jaka dotknęła Finlandię i północną Szwecję, a także ostatnią tego rodzaju katastrofą w Europie wynikającą z przyczyn naturalnych. W historiografii fińskiej mówi się o „wielkich latach głodu” (fiń. suuret nälkävuodet). Śmierć poniosło około 15% ogólnej populacji kraju – do 20% w najbardziej dotkniętych głodem rejonach. Całkowita liczba ofiar wyniosła ok. 270 tysięcy ludzi w ciągu trzech lat, ok. 150 tysięcy więcej niż wyniosłaby zwykła śmiertelność. Najbardziej ucierpiały Satakunta, Tawastia, Ostrobotnia i Karelia Północna.

## Przyczyny
Słabe zbiory dotknęły niektóre części kraju już w poprzednich latach. Najgorsze wspomnienie pozostawił po sobie pod tym względem rok 1862. Lato 1866 było wyjątkowo deszczowe. W efekcie w całym kraju wystąpiło znaczne uszkodzenie podstawowych upraw: ziemniaki i warzywa okopowe gniły na polach, a warunki do jesiennego siewu zbóż były bardzo niesprzyjające. Gdy wyczerpały się zapasy zgromadzonej żywności, tysiące ludzi wyległy na drogi szukając pomocy. Nadeszła szczególnie ciężka i długotrwała zima. Wiosna pojawiła się późno, średnia temperatura w Helsinkach w maju 1867 wynosiła +1,8 °C, co stanowiło ok. 8 °C mniej niż zazwyczaj (dotychczas był to najzimniejszy maj odnotowany w historii Finlandii). Wiele jezior i rzek pozostało skutych lodem aż do czerwca. Nadzieje wzbudziło obiecująco ciepłe lato, lecz już wrzesień przyniósł pierwsze mrozy, które spustoszyły uprawy. W efekcie zebrano o połowę mniejsze plony. Jesienią 1867 roku ludzie ginęli tysiącami z braku żywności.
Rząd Wielkiego Księstwa Finlandii nie miał środków ani możliwości zaradzenia takiej skali kryzysowi. Import żywności z zagranicy był początkowo wykluczony z braku dostępnych do natychmiastowego wygospodarowania pieniędzy. Jednocześnie rząd nie spieszył się z uznaniem powagi sytuacji. Minister finansów Johan Wilhelm Snellman sprzeciwiał się zaciąganiu pożyczek, nie chcąc, aby  wprowadzona w 1865 marka fińska uległa osłabieniu. Gdy wreszcie pod koniec 1867 roku uzyskano kredyty z frankfurckiego banku Rothschildów, kryzys był już w zaawansowanym stadium, a ceny ziarna w całej Europie poszły w górę. Kolejnym problemem stał się transport żywności. Ówczesna Finlandia miała bowiem słabo rozwiniętą sieć komunikacyjną. W ramach robót publicznych wdrożono nadzwyczajne projekty, m.in. budowę kolei z Riihimäki do Petersburga.

## Następstwa
W roku 1868 pogoda unormowała się, a żniwa wypadły nawet nieco powyżej średniej, jednak wielu ludziom wciąż niosły śmierć choroby zakaźne, które rozprzestrzeniły się w poprzednim roku. Zainicjowano działania w celu zwiększenia różnorodności w fińskim rolnictwie. Prawdopodobieństwo powtórzenia się klęski głodu zmniejszała także żywiołowo rozwijająca się sieć komunikacyjna. Finowie zasadniczo dopatrywali się w głodzie działania siły wyższej. Niewielu oczekiwało od centralnych władz bardziej zdecydowanych działań, a ewentualne oskarżenia wysuwano głównie pod adresem lokalnych urzędników. Nie wykształcił się jeszcze znaczący ruch polityczny w obrębie proletariatu, który mógłby politycznie wykorzystać katastrofę dla popularyzacji własnych haseł społecznych. Zaludnienie miast było skąpe, zaś chłopstwo dążyło przede wszystkim do odbudowy normalnego życia. Głód nie zagroził porządkowi społecznemu, jednak pamięć o nim rzuciła długi cień na zbiorową świadomość Finów.

## Odniesienia w popkulturze
O wielkim głodzie w Finlandii traktuje powieść historyczna Biały Głód autorstwa Aki Ollikainen, wydana w 2022 roku nakładem Wydawnictwa ArtRage. 